# Interzis
Interzis este al șaptelea album de studio lansat de cantautorul român Alexandru Andrieș. Albumul a fost lansat în anul 1990 la casa de discuri Electrecord.

## Lista pieselor
1. Mihai, cîți copii îmi dai?
2. Blues-ul generalului Pacepa
3. Blues paranoic
4. Blues-ul magazinului
5. 9 meșteri mari, cu Vasile 10
6. Dragă Șeherezada
7. Blues de sezon
8. Împăratul Roșu
9. Am pneumonie
10. Mă doare măseaua
11. Ce oraș frumos!
12. Mie mi-e somn
13. Am întrebat un milițian
14. Dracula blues
15. La Telejurnal
16. La Rovine

## Personal
- Alexandru Andrieș – voce, chitară, muzică și versuri
- Maria-Ioana Mîntulescu – voce (piesele 13, 15, 16)
- Costel Marian Boiangiu – voce (piesa 13)
- Dan Prodan – voce (piesa 13)
- Eduard Bălașa – chitară solo (piesa 2)
- Toni Kühn – chitară solo (piesa 16)
- Iulian Vrabete – chitară bas (piesele 1, 2, 8)
- Mircea Marcovici – chitară bas (piesele 6, 16)
- Relu Bițulescu – baterie (piesele 1, 2)
- Mihai Farcaș – baterie (piesele 6, 16), muzicuță (piesa 7)
- Dan Brucker – pian (piesele 1, 2)
- Alexandru Ianeș – vioară (piesa 2)
- Ștefan Mîntulescu – trompetă, tubă (piesa 8)

Înregistrări recondiționate la studioul Tomis–Electrecord, București, ianuarie 1990.
Maestru de sunet: Theodor Negrescu. Redactor muzical: Romeo Vanica.